# فوجی تی-۵
فوجی تی-۵ (به انگلیسی: Fuji T-5) یک هواگرد ساختِ کارخانهٔ صنایع سنگین فوجی در کشور ژاپن است. این هواگرد برای نخستین بار در ۲۸ ژوئن ۱۹۸۴ میلادی مورد استفاده قرار گرفت.